# Daniils Bobrovs
Daniils Bobrovs (ur. 8 października 1997 w Rydze) – łotewski pływak, olimpijczyk z Tokio 2020 i z Paryża 2024. Specjalizuje się w stylach klasycznym i dowolnym.

## Udział w zawodach międzynarodowych
Trzykrotnie brał udział w mistrzostwach świata: 2015, 2017 i 2019. Nigdy nie przebrnął fazy eliminacyjnej. Dwukrotnie wystąpił na mistrzostwach Europy: 2018 i 2020, także zawsze kończąc zmagania w eliminacjach.
W 2021 wziął udział w Letnich Igrzyskach Olimpijskich 2020, w wyścigu na 200 m stylem klasycznym. Z czasem 2:14.25 zajął 7. miejsce w 2. wyścigu eliminacyjnym, co dało mu 31. miejsce wśród wszystkich zawodników i nie pozwoliło zakwalifikować się do półfinałów.
W 2024 wziął udział w Letnich Igrzyskach Olimpijskich 2024, w wyścigu na 200 m stylem klasycznym. Z czasem 2:13.66 zajął 21. miejsce wśród wszystkich zawodników, co nie pozwoliło zakwalifikować się do półfinałów.